# Paruan
Paruan o Parwan és un riu de Bihar al districte de Bhagalpur, Índia, que neix prop del maixement del Dhasan; els dos rius segueixen diferents cursos a uns 5 km un de l'altra fins que s'uneixen a Singheswarsthan, on hi ha un temple considerat molt sagrat, on el Dhasan perd el seu nom i el riu unit conserva el de Paruan; corre cap al sud i després d'un curs tortuós de 45 km forma la llacuna de Sahsal on acaba. És navegable per bots de fins a dues tones.